# 2012 en musique
| \| • Retour à la chronologie générale de la musique populaire • \| |
| XXIe siècle • XXe siècle • XIXe siècle • XVIIIe siècle XVIIe siècle • XVIe siècle • XVe siècle • XIVe siècle XIIIe siècle • XIIe siècle • XIe siècle • Xe siècle IXe siècle • VIIIe siècle • Haut Moyen Âge • Rome • Grèce |
| • Retour à la chronologie générale de la musique populaire • |

| • Retour à la chronologie générale de la musique populaire • |

| Années de la musique populaire : 2009 - 2010 - 2011 - 2012 - 2013 - 2014 - 2015    |
| Décennies de la musique populaire : 1980 - 1990 - 2000 - 2010 - 2020 - 2030 - 2040 |

Cet article présente les faits marquants de l'année 2012 en musique.

## Faits marquants

### En France
- 45 millions de singles et 52 millions d'albums sont vendus en France en 2012[1].
- Johnny Hallyday se produit durant 3 soirs au Stade de France.
- Décès d’Eric Charden et Frank Alamo.

### Dans le monde
- Premier succès d'Imagine Dragons (It's time).
- Tournées mondiales de Metallica, Red Hot Chili Peppers, Madonna, Coldplay et Lady Gaga (qui incluent toutes un soir au Stade de France).
- Décès de Whitney Houston, Donna Summer et Robin Gibb.

## Disques sortis en 2012
- Albums sortis en 2012
- Singles sortis en 2012

## Succès de l'année en France (singles)

### Chansons classées Numéro 1
Cette liste présente, par ordre chronologique, tous les titres s'étant classés à la première place du Top 50 durant l'année 2012.
- Shakira : Je l'aime à mourir
- Michel Teló : Ai se eu te pego
- Gotye & Kimbra : Somebody that I used to know
- Gusttavo Lima : Balada
- Carly Rae Jepsen : Call me maybe
- Tacabro : Tacata'
- Alex Ferrari : Bara bará bere berê
- C2C : Down the road
- Rihanna : Diamonds
- Psy : Gangnam style
- Adele : Skyfall
- Mylène Farmer : À l'ombre

### Chansons francophones
Cette liste présente, par ordre alphabétique, tous les titres francophones s'étant classés parmi les 15 premières places du Top 50 durant l'année 2012.
- Axel Tony : Avec toi
- BB Brunes : Coups et blessures
- Booba : Caramel
- Céline Dion : Parler à mon père
- Collectif Paris Africa : Des ricochets
- DJ Mam's & Jessy Matador : Zumba he Zumba ha
- Indochine : Memoria
- Keen'V : Les mots
- Khaled : C’est la vie
- Les Enfoirés : Encore un autre hiver
- Matt Houston : Positif
- Mylène Farmer : Du temps
- Mylène Farmer : À l'ombre
- Orelsan : La Terre est ronde
- Il pulcino Pio : Le poussin Piou
- Rod Janois : Ça ira mon amour
- Sexion d'assaut : Avant qu'elle parte
- Sexion d'assaut : Ma direction
- Sexion d'assaut : Wati house
- Shakira : Je l'aime à mourir
- Shy'm : Et alors !
- Tal : Le sens de la vie
- Tal & Canardo : M'en aller
- Tal & M. Pokora : Envole-moi
- Youssoupha & Indila : Dreamin'

### Chansons non francophones
Cette liste présente, par ordre alphabétique, tous les titres non francophones s'étant classés parmi les 10 premières places du Top 50 durant l'année 2012.
- Adele : Someone like you
- Adele : Set fire to the rain
- Adele : Skyfall
- Alex Clare : Too close
- Alex Ferrari : Bara bará bere berê
- Alicia Keys & Nicki Minaj : Girl on fire
- Asaf Avidan : One day
- Birdy : Skinny love
- Birdy : People help the people
- Britney Spears & Will.i.am : Scream & shout
- Bruno Mars : Locked out of heaven
- C2C : Down the road
- Carly Rae Jepsen : Call me maybe
- Carly Rae Jepsen & Owl City : Good time
- David Guetta & Sia : Titanium
- David Guetta & Nicki Minaj : Turn me on
- David Guetta & Sia : She wolf
- DJ Antoine : Ma chérie
- Emeli Sandé : Read all about it
- Flo Rida : Whistle
- Flo Rida : I cry
- Foster the People : Pumped up kicks
- Fun.  : We are young
- Gotye & Kimbra : Somebody that I used to know
- Gusttavo Lima : Balada
- Irma : I know
- Jose de Rico & Henry Mendez : Rayos de sol
- Kavinsky : Nightcall
- Kid Cudi : Pursuit of happiness
- Lana Del Rey : Video games
- LMFAO : Sexy and I know it
- Lykke Li : I follow rivers
- M83 : Midnight city
- Madonna, Nicki Minaj & M.I.A. : Give me all your luvin’
- Maroon 5 & Wiz Khalifa : Payphone
- Maroon 5 : One more night
- Michel Teló : Ai se eu te pego
- Nicki Minaj : Starships
- Pitbull & Chris Brown : International love
- Pitbull : Back in time
- Psy : Gangnam style
- Rihanna : Where have you been
- Rihanna : Diamonds
- Shaka Ponk : My name is Stain
- Snoop Dogg, Wiz Khalifa & Bruno Mars : Young, wild & free
- Tacabro : Tacata'
- Taio Cruz & Flo Rida : Hangover
- Whitney Houston : I will always love you
- Will.i.am & Eva Simons : This is love

## Succès de l'année en France (albums)
Cette liste présente, par ordre alphabétique, les albums sortis en 2012 ayant obtenu une certification Platine ou Diamant en France.

### Disques de diamant (plus de 500.000 ventes)
- Bruno Mars : Unorthodox jukebox
- Céline Dion : Sans attendre
- Génération Goldman
- Johnny Hallyday : L'attente
- Lana Del Rey : Born to die
- Mylène Farmer : Monkey me
- Sexion d'assaut : L'apogée

### Triples disques de platine (plus de 300.000 ventes)
- Booba : Futur
- Les Enfoirés : Le bal des Enfoirés
- Les Stentors : Voyage en France
- M. Pokora : À la poursuite du bonheur
- Nolwenn Leroy : Ô filles de l'eau
- Patrick Bruel : Lequel de nous
- Tal : Le droit de rêver

### Doubles disques de platine (plus de 200.000 ventes)
- C2C : Tetr4
- Francis Cabrel : Vise le ciel
- Garou : Rhythm and blues
- Lou Doillon : Places
- -M- : Îl
- Muse : The 2nd law
- Shy'm : Caméléon
- Vincent Niclo : Opéra rouge

### Disques de platine (plus de 100.000 ventes)
- 1789 : Les Amants de la Bastille
- BB Brunes : Long courrier
- Coldplay : Live 2012
- Emeli Sandé : Our version of events
- Gotye : Making mirrors
- Imagine Dragons : Night visions
- Jean-Louis Aubert : Live = vivant
- Keen'V : La vie est belle
- Macklemore : The heist
- Madonna : MDNA
- Marc Lavoine : Je descends du singe
- Maroon 5 : Overexposed
- Melody Gardot : The absence
- Michel Teló : Michel na balada
- Mika : The origin of love
- One Direction : Take me home
- Pink : The truth about love
- Skip the Use : Can be late
- Tryo : Ladilafé
- Yannick Noah : Hommage

## Succès internationaux de l’année
Cette liste présente, par ordre alphabétique, les trente titres et albums ayant eu le plus de succès dans les charts internationaux en 2012,.

### Singles
- Adele : Skyfall
- Alex Clare : Too close
- Bruno Mars : Locked out of heaven
- Calvin Harris & Florence Welch : Sweet nothing
- Carly Rae Jepsen : Call me maybe
- David Guetta & Sia : Titanium
- Ed Sheeran : The A team
- Ellie Goulding : Lights
- Flo Rida : Whistle
- Flo Rida : Good feeling
- Flo Rida & Sia : Wild ones
- fun. : We are young
- fun. : Some nights
- Gotye & Kimbra : Somebody that I used to know
- Jessie J : Domino
- Katy Perry : Wide awake
- Katy Perry : Part of me
- Kelly Clarkson : Stronger (What doesn't kill you)
- Maroon 5 & Wiz Khalifa : Payphone
- Maroon 5 : One more night
- Michel Teló : Ai se eu te pego
- One Direction : What makes you beautiful
- Owl City & Carly Rae Jepsen : Good time
- Pink : Try
- Psy : Gangnam style
- Rihanna : Diamonds
- Taylor Swift : We are never ever getting back together
- The Script & Will.i.am : Hall of fame
- The Wanted : Glad you came
- Train : Drive by

### Albums
- Alicia Keys : Girl on fire
- Bruce Springsteen : Wrecking ball
- Carrie Underwood : Blown away
- Chris Brown : Fortune
- Ed Sheeran : +
- Frank Ocean : Channel orange
- Jack White : Blunderbuss
- Jason Aldean : Night train
- Jason Mraz : Love is a four letter word
- John Mayer : Born & raised
- Justin Bieber : Believe
- Kendrick Lamar : Good kid, M.A.A.D city
- Lana Del Rey : Born to die
- Leonard Cohen : Old ideas
- Linkin Park : Living things
- Mumford & Sons : Babel
- Lionel Richie : Tuskegee
- Madonna : MDNA
- Matchbox Twenty : North
- Muse : The 2nd law
- Nicki Minaj : Pink friday: roman reloaded
- Of Monsters and Men : My head is an animal
- One Direction : Take me home
- One Direction : Up all night
- Pink : The truth about love
- Rihanna : Unapologetic
- Rick Ross : God forgives, I don't
- Taylor Swift : Red
- Usher : Looking 4 myself
- Zac Brown Band : Uncaged

## Concerts en France
- Mars (6 et 7) : Rammstein, Paris-Bercy
- Mars (28) : JoeyStarr - Olympia (Paris)
- Avril : six concerts de la chanteuse Laura Pausini les 13 (Paris-Bercy), 24 (Toulouse), 26 (Nice), 27 (Marseille), 29 (Amnéville) et 30 (Strasbourg). Deux concerts des One Direction, le 29 à Paris-Bercy et le 30 à Amenéville.
- Mai: deux concerts de Laura Pausini les 2 (Lyon) et 3 (Grenoble).
- Juin (15, 16 et 17) : Hellfest - Clisson
- Juin (30) : Red Hot Chili Peppers - (Stade de France, Paris)
- Juillet (14) : Madonna (Stade de France, Paris)
- Juillet (22) : Bob Dylan (Festival des Vieilles Charrues, Carhaix)
- Août (26) : Green Day (Rock en Seine, Paris)
- Septembre (2) : Coldplay (Stade de France, Paris)
- Septembre (22) : Lady Gaga (Stade de France, Paris)
- Octobre (5) : L'ancien membre du groupe de rock britannique Supertramp, Roger Hodgson, donne un concert à l'Olympia, unique date française de son Breakfast in America Tour.
- Lady Gaga (3) (Stade Charles-Ehrmann, Nice) (rectification après annulation le concert a eu lieu au palais Nikaia les 3 et 4 octobre 2012)
- Novembre-décembre : Le groupe de rock britannique Deep Purple donne une série de concerts en France, 09-11-2012 Palais des Sports, Grenoble, France / 11-11-2012 Zénith, Nantes, France / 12-11-2012 Zénith, Caen, France / 13-11-2012 Zénith, Paris, France / 05-12-2012 Zénith, Clermont-Ferrand, France / 06-12-2012 Zénith, Toulouse, France
- Novembre (30) : démarrage de la tournée Les grands moments de Michel Sardou, au Havre.

## Récompenses
- États-Unis : 55ème édition des Grammy Awards
- États-Unis : American Music Awards 2012
- États-Unis : MTV Video Music Awards 2012
- États-Unis : 2012 Billboard Music Awards (en)
- Europe : MTV Europe Music Awards 2012
- Europe : Concours Eurovision de la chanson 2012
- France : 28e cérémonie des Victoires de la musique
- France : 14e edition des NRJ Music Awards
- Québec : 34e gala des prix Félix
- Royaume-Uni : Brit Awards 2012

## Formations et séparations de groupes
- Groupe de musique formé en 2012
- Groupe musical séparé en 2012

## Décès
- 6 janvier : Nicole Bogner, 27 ans.
- 11 février : Whitney Houston, 48 ans.
- 11 février : Elza Ibrahimova, 74 ans.
- 2 mars : Gérard Rinaldi, 69 ans.
- 11 mars : Gösta Schwarck, 96 ans.
- 29 avril : Éric Charden, 69 ans.
- 4 mai : Adam Yauch, 47 ans.
- 17 mai : Donna Summer, 63 ans.
- 20 mai : Robin Gibb, 62 ans.
- 4 juin : Édouard Khil, 77 ans.
- 4 juin : Herb Reed, 83 ans.
- 16 juillet: Jon Lord, 71 ans.
- 3 septembre : Michael Clarke Duncan, 54 ans.
- 11 octobre : Frank Alamo, 70 ans.
- 1er novembre : Mitch Lucker, 28 ans.
- 5 décembre : Dave Brubeck, 91 ans.
- 9 décembre : Jenni Rivera, 43 ans.